# Portlandia
Portlandia est une série télévisée américaine en 77 épisodes de 22 minutes créée par Fred Armisen, Carrie Brownstein et Jonathan Krisel et diffusée entre le 21 janvier 2011 et le 22 mars 2018 sur IFC aux États-Unis et au Canada sur Super Channel.
Cette série est inédite dans les pays francophones.

## Synopsis
La série, produite par Andrew Singer et Jonathan Krisel, met en scène Fred Armisen, humoriste du Saturday Night Live, et Carrie Brownstein, ancienne membre du groupe de musique féminin Sleater-Kinney et actuelle chanteuse-guitariste de Wild Flag. La série se déroule dans la ville de Portland, dans l'Oregon, et se moque de certains côtés de Portland, notamment de son image de ville libérale, alternative voire hippie, à l'image de son quartier Hawthorne.

## Distribution

### Acteurs principaux
- Fred Armisen : différents rôles
- Carrie Brownstein : différents rôles

### Invités
- Selma Blair
- Steve Buscemi
- Damian Lillard
- Aimee Mann
- Sarah McLachlan
- Heather Graham
- Aubrey Plaza
- Jason Sudeikis
- Gus Van Sant
- Kyle MacLachlan
- Kristen Wiig

### Figurants notables
- Joi Arcand

## Production

### Conception et développement
Brownstein et Armisen se sont rencontrés pour la première fois dans les années 2000 et ont commencé à collaborer sur la série comique Thunderant pour Internet en 2005. De plus en plus, les épisodes sont situés à Portland. En juillet 2009, le duo a suggéré son idée pour une série télévisée à IFC et Broadway Video, la société de production de Lorne Michaels, et le projet est rapidement approuvé.

## Épisodes

### Première saison (2011)
1. Farm
2. A Song for Portland
3. Aimee
4. Mayor Is Missing
5. Blunderbuss
6. Baseball

### Deuxième saison (2012)
Le 14 février 2011, la série a été renouvelée pour une deuxième saison composée de dix épisodes et diffusée depuis le 6 janvier 2012.
1. Mixology
2. One Moore Episode
3. Cool Wedding
4. Grover
5. Cops Redesign
6. Cat Nap
7. Motorcycle
8. Feminist Bookstore's 10th Anniversary
9. No Olympics
10. Brunch Village

### Épisode spécial (2012)
1. The Brunch Special (director's cut de Brunch Village)

### Troisième saison (2013)
Le 20 mars 2012, la série a été renouvelée pour une troisième saison de douze épisodes diffusée depuis le 4 janvier 2013.
1. Winter in Portlandia
2. Take Back MTV
3. Missionaries
4. Nina's Birthday
5. Squiggleman
6. Off the Grid
7. The Temp
8. Soft Opening
9. Alexandra
10. No-Fo-O-Fo-Bridge
11. Blackout

### Quatrième saison (2014)
Le 12 juin 2013, la série a été renouvelée pour une quatrième et cinquième saison de dix épisodes chacun. La quatrième est diffusée depuis le 27 février 2014.
1. Sharing Finances
2. Ecoterrorists
3. Celery
4. Pull-Out King
5. Spyke Drives
6. Bahama Knights
7. Trail Blazers
8. Late in Life Drug Use
9. 3D Printer
10. Getting Away

### Cinquième saison (2015)
La cinquième saison a débuté le 8 janvier 2015.
1. The Story of Toni and Candace
2. The Fiance
3. Healthcare
4. SeaWorld
5. 4th of July
6. Fashion
7. Doug Becomes a Feminist
8. House for Sale
9. You Can Call Me Al
10. Dead Pets

### Sixième saison (2016)
Le 10 février 2015, la série a été renouvelée pour une sixième et septième saison de dix épisodes chacun. Cette sixième est diffusée depuis le 21 janvier 2016.
1. Pickathon
2. Going Gray
3. Shville
4. Weirdo Beach
5. Breaking Up
6. TADA
7. Family Emergency
8. First Feminist City
9. Lance is Smart
10. Noodle Monster

### Septième saison (2017)
La septième saison a débuté le 5 janvier 2017.
1. The Storytellers
2. Carrie Dates a Hunk
3. Fred's Cell Phone Company
4. Separation Anxiety
5. Amore
6. Friend Replacement
7. Portland Secedes
8. Ants
9. Passenger Rating
10. Misunderstood Miracles

### Huitième saison (2018)
Le 14 janvier 2017, la série a été renouvelée pour une huitième et dernière saison de dix épisodes. La diffusion a débuté le 18 janvier 2018.
1. Long Way Back
2. Shared Workspace
3. No Thank You
4. Abracadabra
5. Open Relationship
6. You Do You
7. Most Pro City
8. Peter Follows P!nk
9. Long Way Back
10. Rose Route

## Cross-overavec lesSimpson
Les personnages principaux de Portlandia, Brownstein et Armisen, apparaissent, dans le cadre d'un crossover, dans le 7e épisode de la 24e saison des Simpson. Le couple y déménage à Springfield et s'installe à côté de la maison de la famille Simpson.

## Récompenses
- 2011 : Peabody Award[15], et un Emmy pour les costumes exceptionnels pour un programme de variétés ou spécial
- 2013 : Un Emmy pour les costumes exceptionnels pour un programme de variétés ou spécial
- 2013 : Meilleure série non scénarisée multi-caméras par les Art Directors Guild Awards
- 2015 : Un Emmy pour Meilleur conception de production exceptionnelle pour la programmation de variétés, de non-fiction, de réalité ou de compétition de réalité
- 2016 : Un Emmy pour Meilleur conception de production exceptionnelle pour la programmation de variétés, de non-fiction, de réalité ou de compétition de réalité
- 2018 : Meilleure série de variétés ou de concours/récompenses ou événement spécial par les Art Directors Guild Awards